# Malacosoma disstria
Malacosoma disstria (Engels: Forest tent caterpillar) is een nachtvlinder uit de familie Lasiocampidae (spinners). De soort komt voor in het Nearctisch gebied, vooral in het oosten. De soort staat er om bekend dat hij bomen volledig kan ontbladeren. De wijfjes leggen eitjes in pakketten van tweehonderd tot driehonderd stuks. De rupsen overwinteren. De rupsen kunnen tot 64 millimeter lang worden.
De spanwijdte van de vlinder is 25 tot 45 millimeter. De waardplanten zijn loofbomen als eiken en populieren. De soort vliegt van april, in Florida zelfs februari, tot juli in één jaarlijkse generatie.